# Aedes watasei
Aedes watasei är en tvåvingeart som beskrevs av Yamada 1921. Aedes watasei ingår i släktet Aedes och familjen stickmyggor. Inga underarter finns listade i Catalogue of Life.